# IC 4028
IC 4028 је спирална галаксија у сазвјежђу Ловачки пси која се налази на листи објеката дубоког неба у Индекс каталогу.
Деклинација објекта је + 36° 15' 11" а ректасцензија 13h 0m 16,5s. Привидна величина (магнитуда) објекта IC 4028 износи 14,5 а фотографска магнитуда 15,2. IC 4028 је још познат и под ознакама UGC 8115, MCG 6-29-12, CGCG 189-11, PGC 44731.